# Кныш

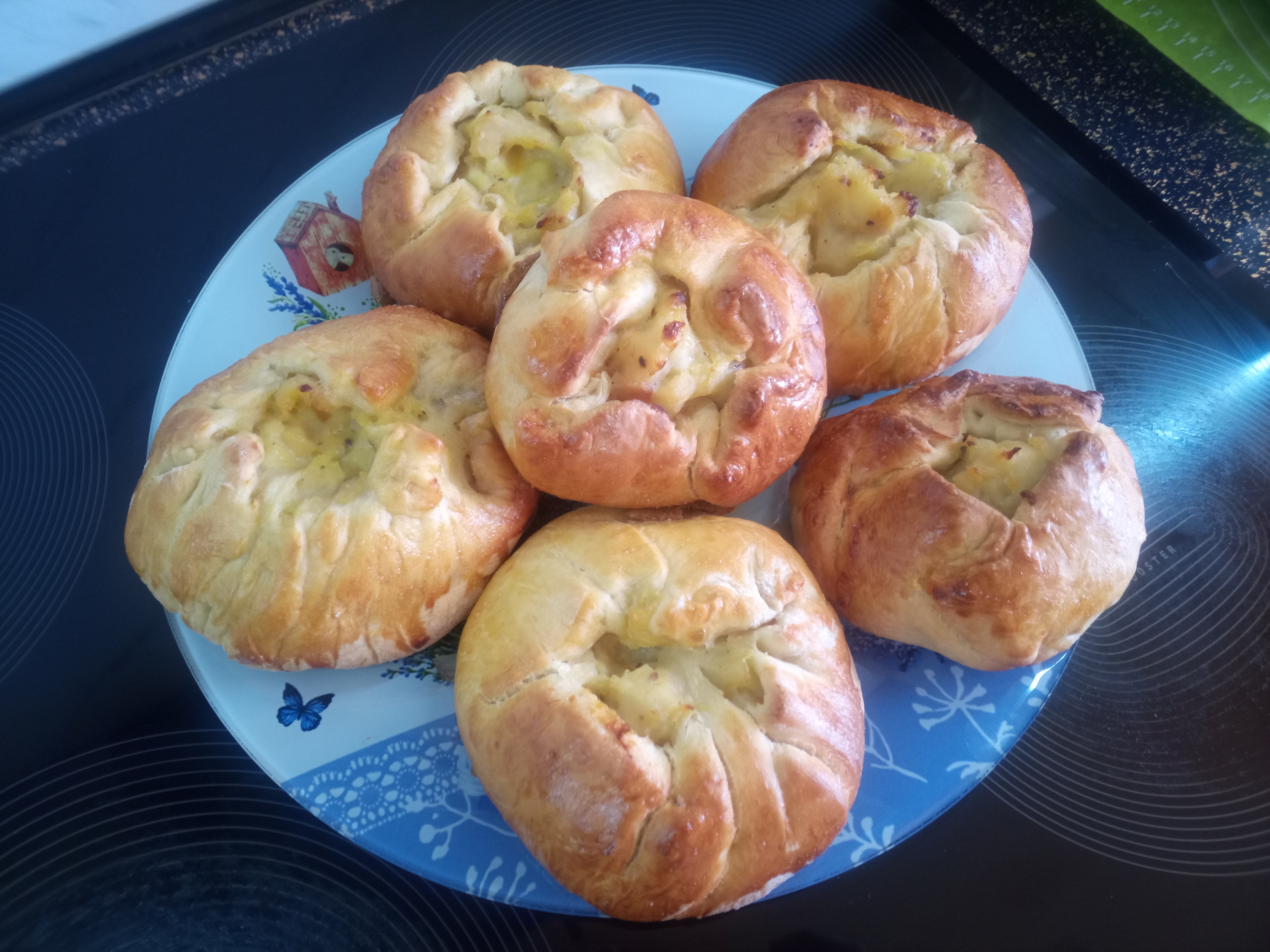
Украинский кныш с картошкой

Кныш — характерный для белорусской, южно-русской (Курская губерния) и украинской кухни небольшой круглый пирожок с запечённым внутри (или уложенным на поверхности, между приподнятыми краями) творогом или другой начинкой, например с вареньем или кашей с пассерованным луком со шкварками.
Очень характерными для XIX века были кныши с гречневой кашей и луком со шкварками, которые подавались в среднезажиточных домах как дополнение к мясным блюдам. В начале XX века слово пытался уберечь Вацлав Ластовский. По его словам, «кныш печётся с творогом, маком, коноплёй и вареньем».
Готовили это блюдо преимущественно в праздники, выпавшие в пост (Сочельник, Благовещение), на поминки, проводы. Кнышами одаривали колядников, с ними навещали родственников и кумовьёв на рождественские праздники, их носили дети своим бабкам повитухам. Сейчас кныши готовят изредка, преимущественно на Полесье.